# Matija Legović
Matija Legović (Brod Moravice, 15. studenoga 2005.), hrvatski je biatlonac.
Predstavljao je Hrvatsku na XVI. zimskom izdanju Europskog olimpijskog festivala mladih u Italiji. Bio je stjegonoša na otvaranju Festivala u Trstu, zajedno s Dorom Ljutić. Zauzeo je 5. mjesto u sprintu na 7,5 km i 13. u utrci na 12,5 km.
U ožujku 2023. osvojio je dva odličja na Svjetskome juniorskom prvenstvu u kazahstanskom Ščučinsku: broncu u utrci na 12,5 km i srebro u sprintu na 7,5 km.
U kolovozu iste godine, na Svjetskom prvenstvu u ljetnom biatlonu u slovačkom mjestu Brezno-Osrblie, osvojio je zlatno odličje u juniorskoj konkurenciji.
Osvojio je Veliki kristalni globus kao ukupni pobjednik Svjetskog juniorskog kupa te mali kristalni globus kao ukupni pobjednik u disciplini sprint u sezoni 2024./'25.